# 安大略艺术设计大学
安大略艺术设计大学（英語：OCAD University），旧称安大略艺术设计学院（Ontario College of Art and Design），是一所位于加拿大安大略省多伦多市的一所公立大学。学校位于格兰奇公园社区，毗邻安大略美术馆。安大略艺术设计大学是加拿大规模最大、历史最悠久的艺术与设计教育机构，提供横跨艺术、设计、文学以及科学等不同领域的课程与项目。

## 历史
安大略艺术设计大学的历史可以追溯至安大略艺术家协会的一个宗旨：发展安大略省的艺术教育。1876年4月4日，安大略艺术家协会通过一项决议建立一所艺术学校。随后，第一间艺术学校在1876年10月30日成立，由政府资助$1,000。

### 校名沿革
安大略艺术设计大学曾数次更换校名。
- 安大略艺术学校，1876-86，由安大略艺术家协会为提供专业艺术教育所创办
- 多伦多艺术学校，1886-90
- 安大略中央艺术与工业设计学校，1890-1912
- 安大略艺术学院（OCA），1912-96
- 安大略艺术设计学院（OCAD），1996-2010
- 安大略艺术设计大学（OCAD U），2010至今

## 校园
现时安大略艺术设计大学的校园沿麦高卢街分布。北起登打士西街，南至皇后西街，依次分布：罗莎夏普楼（体验学习中心-翻新中），继续教育中心，夏普设计中心，附楼，包容性设计中心。并在皇后西街以南的里士满西街有三幢建筑，分别是行政中心，研究生楼，现场画廊。另外有一幢位于里士满西街与邓肯街口的建筑，被租予知名共享办公空间公司WeWork，但安大略艺术设计大学均有权限进入。
其他发展：
- 因校舍面积相对较小，艺术系所学生对工作室空间要求更多等原因。安大略艺术设计大学也不断积极谋求校舍的扩大。正在进行的罗莎夏普楼（体验学习中心）便是“创意都市校区”计划[3]的一部分，计划还包括在现有夏普设计中心楼下的旧建筑上加盖新的建筑以增加使用面积。计划在2020年前将现有面积从50000平方英尺增加至95000平方英尺。
- 在多伦多的湖滨区，安大略艺术设计大学还在建设“联通世界校区”[4]，主攻创新训练，大数据，设计思维及孵化器功能。位于丹尼尔滨水艺术城中。第一阶段空间预计于2018年秋季启用。
- 安大略艺术设计大学还曾于2013年宣布建设威尔士亲王视觉艺术中心[5]，位于米尔维什+盖里多伦多地产项目中，但后该项目因为开发商更换，历史建筑保育等问题延期至今，仍未有动工迹象。

## 学位

### 学士学位
- 绘画
- 绘画（数字绘画与动画）
- 广告
- 摄影
- 材料艺术与设计
- 工业设计
- 跨媒体
- 跨媒体（数字绘画与动画）
- 雕塑与装置
- 视觉与批评研究
- 印刷
- 原住民视觉文化
- 平面设计
- 插画
- 环境设计
- 环境设计（室内设计）
- 数字未来
- 策展与批评
- 跨领域艺术（出版物）
- 跨领域艺术（生命研究）

### 硕士学位
- 艺术史（当代艺术，设计与新媒体）
- 艺术、媒体与设计跨领域研究
- 策展与批评
- 战略前瞻与创新
- 包容性设计
- 数字未来
- 健康设计

## 研究
安大略艺术设计大学在数字媒体研究与创新机构（DMRII）旗下进行众多研究，聚焦于数字表达方面的创新应用研究，数字沉浸，数字体验以及数字媒体产业。由19个研究实验室组成，包括：
- 环境体验实验室，主攻体验设计
- 艺术研究中心
- 包容性设计研究中心（IDRC），专注于包容性设计，主攻信息与交流技术
- 社会人体实验室，专注于人类与世界的交互，包括材料研究与可穿戴技术
- 游戏实验室，通过娱乐、理论与实践对游戏体验进行探索、批判与拓展

除了学校自己的研究中心，安大略艺术设计大学还隶属于众多研究网络，包括：
- 信息可视化与数据驱动设计研究中心（CIV-DDD），由约克大学领衔，受安大略省研究与创新部资助，是一个五年期的研究计划，始于2010年，目的是为了”创新并培训安大略省的信息与科学可视化研究”，由来自约克大学、安大略艺术设计大学以及多伦多大学的成员组成。
- 包容性设计机构（IDI），由 Jutta Treviranus 主导，受加拿大创新基金会以及安大略省研究与创新部资助，是一个区域性的研究网络，创办于2008年，并且于2012年5月24日正式启动，目标是“迎接信息与交流系统设计的新挑战，使得可以为所有潜在用户服务，包括残疾人、不同语言需求、以及多元文化展示”。由八个核心教育机构（安大略艺术设计大学，多伦多大学，瑞尔森大学，约克大学，安大略理工大学，谢尔丹学院，乔治布朗学院，塞内卡学院）及100个合作组织组成。

所有安大略艺术设计大学学生可持有效学生证免费无限次参观毗邻的安大略美术馆，同时，安大略美术馆的图书馆也是安大略艺术设计大学艺术史部门的附属图书馆。